# 2185 Guangdong
A 2185 Guangdong (ideiglenes jelöléssel 1965 WO) a Naprendszer kisbolygóövében található aszteroida. Bíbor-hegyi Obszervatórium fedezte fel 1965. november 20-án.